# نورماندن، کبک
نورماندن (به فرانسوی: Normandin) شهرکی در منطقه شهری ماریا-شاپدولن ناحیه سگنه-لاک-سن-ژان در استان کبک کانادا است. در سرشماری سال ۲۰۱۱ این شهرک ۳٬۳۶۳ نفر جمعیت داشته‌است و مساحت آن ۲۱۱٫۹۶ کیلومتر مربع است.